# Union der Widerstandskräfte
Die Union der Widerstandskräfte (englisch Union of Resistance Forces, französisch Union des forces de la résistance, UFR) ist eine Allianz aus acht tschadischen Rebellenbewegungen.
Die einzelnen Gruppierungen sind:
- die Demokratischen Union für Wandel (UDC) von Abderaman Koulamallah
- die Heilsfront der Republik (FSR) von Ahmat Hassaballah Soubiane
- die Sammlung der Kräfte für den Wandel (RFC) von Timane Erdimi
- die Union der Kräfte für Demokratie und Entwicklung (UFDD) von General Mahamat Nouri
- die Union der Kräfte für Wandel und Demokratie (UFCD) von Adoum Hassabalah
- die Union der Kräfte für Demokratie und Entwicklung-Fundamental (UFDD-F) von Abdelwahid Aboud Makkaye
- der Revolutionärer Demokratischer Rat (CDR) von Albadour Acyl Ahmat Achabach
- die Volksfront für Nationale Wiedergeburt (FPRN) von Adoum Yacoub Kougou.

## Geschichte
Diese Allianz wurde Mitte Januar 2009 in Hadjer Marfain im sudanesischen Darfur an der Grenze des Tschad gegründet.
Die einzelnen Bewegungen designierten am 24. Januar 2009 Timan Erdimi, den Neffen des Präsidenten Idriss Déby, zum gemeinsamen Präsidenten der Allianz. Einige Stunden nach dieser Nominierung wurde die älteste Schwester von Erdimi in der Hauptstadt N’Djamena ermordet.
Adouma Hassaballah Djadarab ist der erste Vizepräsident der Bewegung, Abdelwahid Aboud Makkaye der zweite Vizepräsident, der Generalsekretär ist Abakar Tollimi, der Kommandant der Streitkräfte ist Adoum Yacoub Kougou und der Sprecher ist Abderaman Koulamallah.